# Frea sparsilis
Frea sparsilis là một loài bọ cánh cứng trong họ Cerambycidae.